# Alex Suárez
Alex Suárez (Boca Raton, Florida, Estados Unidos, 6 de abril de 1981), cuyo nombre completo es Alexandro Francisco Suárez Virta Marroquin Marciera, es un músico, guitarrista de la banda Cobra Starship. Anteriormente fue compositor, cantante y guitarrista del grupoThis Is Ivy League.

## Vida
Alex nació en Stamford, Connecticut, pero se mudó a Boca Ratón, Florida, cuando era joven. Alex fue fuertemente influenciado por sus hermanos mayores por la música metal de los 80s y creció escuchando a bandas como Metallica a Iron Maiden , que lo inspiraron para empezar a tocar la guitarra. Asistió a Olympic Heights Community High School, donde conoció amigo Ryland Blackinton en 1997. Unos años más tarde, Alex se fue a estudiar la carrera en las artes culinarias, mientras Ryland adquirió su BFA en Actuación. Los dos perdieron contacto durante siete años.
Junto con Ryland formaron en el 2005 un dúo llamado This Is Ivy League.
Blackinton y Suárez fueron abordados para unirse a Gabe Saporta que recién formaba la banda Cobra Starship después de que él encontró el éxito rápido con la canción "Snakes on a Plane (Bring it)". La canción fue incluida en la banda sonora de la película Serpientes en el avión  se les ofreció un contrato discográfico de Pete Wentz Fueled By Ramen Records, Decaydance. Ryland y Alex aceptaron y han contribuido a tres discos de larga duración con los que concretaron varias giras internacionales con Cobra Starship desde entonces.
- Datos: Q4717852